# Caledonia (chaîne de télévision)
 (septembre 2019).
Si vous disposez d'ouvrages ou d'articles de référence ou si vous connaissez des sites web de qualité traitant du thème abordé ici, merci de compléter l'article en donnant les références utiles à sa vérifiabilité et en les liant à la section « Notes et références ».
Pour les articles homonymes, voir Caledonia (homonymie).
Caledonia, anciennement NCTV, est une chaîne de télévision généraliste privée de proximité diffusée en Nouvelle-Calédonie. 
Elle est la première chaîne de télévision privée à émettre sur la TNT sur le territoire néo-calédonien.
Caledonia fait la part belle à l’information, à travers un Journal télévisé, des magazines thématiques et des documentaires. 

## Historique
L’idée de créer une télévision citoyenne reflétant la réalité du pays au travers de ses programmes, a émergé dans les années 2000, sur une initiative de la province Nord. La conception du projet, le montage du dossier de candidature, la formation du personnel, puis enfin le lancement de la chaîne se sont opérés au cours de la mandature 2009-2014. Le 29 octobre 2010, l’assemblée de la province Nord a autorisé la création de la Société de Télévision-Radio sous la forme juridique de société anonyme d’économie mixte locale. 
La société a été créée le 27 mai 2011. Après l’obtention de l’autorisation de diffusion accordée par le CSA en janvier 2013, la chaîne a commencé à être diffusée sous le nom de NCTV le 9 décembre 2013. 50 ans après RFO (dénommée aujourd’hui NC La 1re), une télévision d’information locale voyait le jour en Nouvelle-Calédonie, financée par des moyens locaux.
Les deux premières années, le projet initial n’est pas mis en œuvre et les objectifs définis dans le dossier déposé auprès du CSA ne sont pas atteints. Le 9 octobre 2015, le conseil d’administration modifie la gouvernance, confie à Nord Avenir l’administration de la société et nomme un nouveau directeur général, Laurent Le Brun. Le recrutement de Jérémie Gandin en tant que directeur des programmes est alors finalisé, il prend ses fonctions le 1er février 2016.
Le format de la grille évolue alors très vite. L’année 2016 est consacrée à la conception de programmes locaux réalisés en interne ou sous-traités localement. Rien qu’en 2016, plus de 30 nouvelles émissions sont créées, avec un taux de satisfaction de 95 % (étude Omnibus Iscope, juillet 2016 : 95 % des téléspectateurs qui ont vu les programmes lancés depuis le début de l'année sur NCTV ont un avis « très positif » ou « plutôt positif »). Trois bureaux décentralisés sont créés à Ouégoa, Poindimié et Canala afin de couvrir le Grand Nord, la côte Est et la région Centre. La ligne éditoriale est repensée pour mieux répondre aux attentes du public. NCTV est rebaptisée Caledonia le 4 mai 2017. Elle inaugure dans le même temps de nouveaux locaux, avec un studio et une grande salle de rédaction. 
Dans le sillage de cet évènement, Caledonia poursuit l’amélioration de son offre de programmes. En février 2018, la chaîne fait sa rentrée avec une grille de programmes toujours plus riche, la mise en service d’un car-régie, et des partenariats avec des télévisions polynésiennes, néo-zélandaises et australiennes. Fin 2018, le bureau de Nouméa déménage dans de nouveaux locaux, dans le quartier de Ducos. L’équipe se renforce d’un technicien et d’un nouveau plateau. Le capital de la STR, société émettrice de la chaîne, rassemble désormais aussi la province Sud et la province des Îles Loyauté, illustrant ainsi l’objectif d’une chaine à la dimension du pays. En 2019, Caledonia ouvre sa grille des programmes a des émissions des groupes TF1 et M6. Elle poursuit ses investissements déjà importants dans la production locale (magazines, documentaires, spectacles, etc.). Le 1eraoût 2019, Ashley Vindin remplace Laurent Le Brun au poste de directeur général. Début 2020, un bureau décentralisé est créé à Lifou pour couvrir la zone des Îles Loyauté. 
En 2021, 47 100 téléspectateurs regardent Caledonia chaque jour, selon une étude menée par Médiamétrie. La chaîne comptabilise ainsi 20,4 % en audience cumulée en pénétration. Sa part d’audience est de 6,7 %. Alors que la chaîne comptait 9 900 téléspectateurs en 2014, quelques mois après son lancement, le nombre de téléspectateurs fidèles a ensuite progressé au fil des ans : 20 800 téléspectateurs en 2016, 22 900 téléspectateurs en 2018, 27 800 téléspectateurs en 2020 et 47 100 téléspectateurs en 2021. 

## Identité visuelle
En mai 2017, Caledonia dévoile son nouveau logo en même temps que son nouveau nom. L’habillage de la chaîne est entièrement renouvelé.
Les couleurs du logo évoquent la terre de Nouvelle-Calédonie. La forme du logo peut faire penser à une empreinte digitale, mais aussi à la présence de l’homme dans sa dimension plus culturelle (des traits de sculpture, du tressage, des motifs de poterie Lapita, du maquillage ou encore des tatouages). Il est aussi possible d’y voir des racines ou encore les différentes îles d’un archipel[Interprétation personnelle ?].

## Diffusion
Caledonia est diffusée sur : 
- le canal 10 sur la TNT
- le canal 22 sur les offres de Canal
- sur l'application Clap, chaîne 10.
- le JT est diffusé en direct sur Facebook, sur www.Caledonia.nc et sur YouTube
- les grands évènements sont diffusés en direct sur www.Caledonia.nc